# No Place Like Home (film 1910)
No Place Like Home (o There's No Place Like Home) è un cortometraggio muto del 1910. Non si conosce il nome del regista, né si conoscono altri dati certi del film prodotto dalla Selig.

## Produzione
Il film fu prodotto dalla Selig Polyscope Company.

## Distribuzione
Distribuito dalla General Film Company, il film - un cortometraggio di 150 metri - uscì nelle sale cinematografiche statunitensi il 21 novembre 1910. Nelle proiezioni, veniva programmato con il sistema dello split reel, accorpato in un'unica bobina con un altro cortometraggio prodotto dalla Selig, The Dull Razor.